# Storozhenkotettix amphinotoides
Storozhenkotettix amphinotoides — вид прямокрилих комах родини тетригід (Tetrigidae). Описаний у 1939 році як Bolivaritettix amphinotoides. У 2024 році виділений в окремий монотиповий рід Storozhenkotettix.

## Назва
Назва роду Storozhenkotettix дано на честь Сергія Стороженка, російського тетригідолога, який описав багато важливих таксонів. Суфікс -tettix відноситься до давньогрецького слова «коник».

## Поширення
Ендемік Філіппін. Поширений на острові Мінданао та сусідньому меншому острові Дінагат. Він віддає перевагу частково затіненим вологим місцям проживання.